# Svetovno prvenstvo v motociklizmu sezona 1994
Svetovno prvenstvo v motociklizmu sezona 1994 je bila šestinštirideseta sezona Svetovnega prvenstva v motociklizmu.

## Velike nagrade
| Št | Velika nagrada | Dirkališče     | Zmagovalec - 125  | Zmagovalec - 250     | Zmagovalec - 500 | Poročilo |
| 1  | Avstralija     | Eastern Creek  | Kazuto Sakata     | Max Biaggi           | John Kocinski    | Poročilo |
| 2  | Malezija       | Shah Alam      | Noboru Ueda       | Max Biaggi           | Mick Doohan      | Poročilo |
| 3  | Japonska       | Suzuka         | Takeshi Tsujimura | Tadayuki Okada       | Kevin Schwantz   | Poročilo |
| 4  | Španija        | Jerez          | Kazuto Sakata     | Jean-Philippe Ruggia | Mick Doohan      | Poročilo |
| 5  | Avstrija       | Salzburgring   | Dirk Raudies      | Jean-Philippe Ruggia | Mick Doohan      | Poročilo |
| 6  | Nemčija        | Hockenheimring | Dirk Raudies      | Jean-Philippe Ruggia | Mick Doohan      | Poročilo |
| 7  | Nizozemska     | Assen          | Takeshi Tsujimura | Max Biaggi           | Mick Doohan      | Poročilo |
| 8  | Italija        | Mugello        | Noboru Ueda       | Ralf Waldmann        | Mick Doohan      | Poročilo |
| 9  | Francija       | Le Mans        | Noboru Ueda       | Loris Capirossi      | Mick Doohan      | Poročilo |
| 10 | V. Britanija   | Donington      | Takeshi Tsujimura | Loris Capirossi      | Kevin Schwantz   | Poročilo |
| 11 | Češka          | Brno           | Kazuto Sakata     | Max Biaggi           | Mick Doohan      | Poročilo |
| 12 | ZDA            | Laguna Seca    | Takeshi Tsujimura | Doriano Romboni      | Luca Cadalora    | Poročilo |
| 13 | Argentina      | Buenos Aires   | Jorge Martinez    | Tadayuki Okada       | Mick Doohan      | Poročilo |
| 14 | Evropa         | Catalunya      | Dirk Raudies      | Max Biaggi           | Luca Cadalora    | Poročilo |

## Dirkaško prvenstvo

### Razred 500 cm3
| Mesto | Dirkač          | Št | Država          | Moštvo              | Točke | Zmage |
| ----- | --------------- | -- | --------------- | ------------------- | ----- | ----- |
| 1     | Michael Doohan  | 4  | Avstralija      | HRC-Honda           | 317   | 9     |
| 2     | Luca Cadalora   | 5  | Italija         | Marlboro-Yamaha     | 174   | 2     |
| 3     | John Kocinski   | 11 | ZDA             | Cagiva              | 172   | 1     |
| 4     | Kevin Schwantz  | 1  | ZDA             | Lucky Strike-Suzuki | 169   | 2     |
| 5     | Alberto Puig    | 17 | Španija         | Ducados-Honda       | 152   | 0     |
| 6     | Alex Criville   | 8  | Španija         | HRC-Honda           | 144   | 0     |
| 7     | Shinichi Itoh   | 7  | Japonska        | HRC-Honda           | 141   | 0     |
| 8     | Alex Barros     | 6  | Brazilija       | Lucky Strike-Suzuki | 134   | 0     |
| 9     | Doug Chandler   | 10 | ZDA             | Cagiva              | 103   | 0     |
| 10    | Niall Mackenzie | 50 | Zdr. kraljestvo | Slick 50-Yamaha     | 83    | 0     |

### Razred 250 cm3
| Mesto | Dirkač               | Št | Država   | Moštvo  | Točke | Zmage |
| ----- | -------------------- | -- | -------- | ------- | ----- | ----- |
| 1     | Max Biaggi           | 4  | Italija  | Aprilia | 234   | 5     |
| 2     | Tadayuki Okada       | 8  | Japonska | Honda   | 214   | 2     |
| 3     | Loris Capirossi      | 2  | Italija  | Honda   | 199   | 4     |
| 4     | Doriano Romboni      | 5  | Italija  | Honda   | 170   | 1     |
| 5     | Ralf Waldmann        |    | Nemčija  | Honda   | 156   | 1     |
| 6     | Jean-Philippe Ruggia | 6  | Francija | Aprilia | 149   | 1     |
| 7     | Tetsuya Harada       | 1  | Japonska | Yamaha  | 109   | 0     |
| 8     | Jean-Michel Bayle    |    | Francija | Aprilia | 105   | 0     |
| 9     | Luis D'Antin         |    | Španija  | Honda   | 100   | 0     |
| 10    | Nobuatsu Aoki        | 10 | Japonska | Honda   | 95    | 0     |

### Razred 125 cm3
| Mesto | Dirkač              | Št | Država   | Moštvo  | Točke | Zmage |
| ----- | ------------------- | -- | -------- | ------- | ----- | ----- |
| 1     | Kazuto Sakata       | 2  | Japonska | Aprilia | 224   | 3     |
| 2     | Noboru Ueda         |    | Japonska | Honda   | 194   | 3     |
| 3     | Takeshi Tsujimura   | 3  | Japonska | Honda   | 190   | 4     |
| 4     | Dirk Raudies        | 1  | Nemčija  | Honda   | 162   | 3     |
| 5     | Peter Öttl          |    | Nemčija  | Aprilia | 160   | 0     |
| 6     | Jorge Martinez      | 7  | Španija  | Yamaha  | 135   | 1     |
| 7     | Stefano Perugini    |    | Italija  | Aprilia | 106   | 0     |
| 8     | Masaki Tokudome     |    | Japonska | Honda   | 87    | 0     |
| 9     | Olivier Petrucciani | 7  | Švica    | Aprilia | 74    | 0     |
| 10    | Herri Torrontegui   | 9  | Španija  | Aprilia | 73    | 0     |